# Засодимский, Павел Владимирович
Па́вел Влади́мирович Засоди́мский (псевд.: Вологдин, Скиталец; 1843, Великий Устюг — 1912, Новгородская губерния) — русский писатель.

## Биография
Родился 1 (13) ноября 1843 года, по другим сведениям 4 ноября, в Великом Устюге в небогатой дворянской семье. Детство провёл в Никольске, где его отец служил чиновником. Окончив в 1863 году Вологодскую гимназию, отправился в Санкт-Петербург, где некоторое время слушал лекции на юридическом факультете Санкт-Петербургского университета. Но через полтора года из-за отсутствия средств был вынужден оставить учёбу и начать работать. Первые годы он жил в Петербурге, давая уроки и занимаясь разной мелкой подённой работой. В свободное время писал стихи, сочинял повести. Затем он уехал в Пензенскую губернию, где работал домашним учителем в богатых семьях.
С конца 1872 года Засодимский был учителем в сельской школе в Малых Меглецах Боровичского уезда Новгородской губернии. Он много путешествовал по Воронежской, Тамбовской, Вологодской, Пензенской губерниям.
В 1891 году Засодимскому за произнесение речи на похоронах Николая Шелгунова было запрещено проживание в столице. Будучи под негласным надзором полиции, до 1893 года он жил в Вологодской губернии. С начала 1900-х годов Засодимский жил в Крыму. В 1905 году переехал в Новгородскую губернию.
Столкнувшись с жизнью деревенской и городской бедноты, Засодимский проникся горячей любовью к тем — по его выражению — «угрюмым людям, живущим впрохолодь и впроголодь, для которых жизнь на белом свете представляется не веселее вечной каторги».

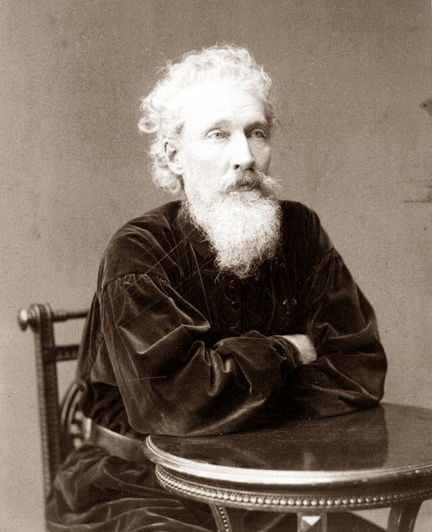
П. В. Засоди́мский

Маленькие люди и их страдания — таково обычное содержание рассказов и повестей писателя. Свои произведения Засодимский печатал в «Деле» (с 1868), где он поместил рассказ «Грешница», повести «Волчиха», «А ей весело — она смеётся», «Тёмные силы», «Старый дом» — последние два произведения вместе с рассказом «Дурак» вошли в отдельный сборник под заглавием: «Повести из жизни бедных» (СПб., 1876). Затем в «Отечественных записках» обратил на себя внимание публики роман из деревенской жизни «Хроника села Смурина». В 1878—1880 годах в «Слове» были напечатаны «Кто во что горазд», «Терёхин сон» и другие. В 1880 году Засодимский стал деятельным сотрудником и членом редакции журнала «Русское богатство», где, среди прочих его работ, был напечатан роман «Степные тайны». В журнале «Наблюдатель» были помещены его повести «По городам и весям»; некоторые его рассказы и статьи были напечатаны в «Северном вестнике», «Сиянии», «Новом времени» и «Русской жизни».
Засодимский много писал и для детей, сотрудничая в «Семье и школе», «Детском чтении», «Роднике» и «Игрушечке». Лучшие из его рассказов для детей вышли отдельными изданиями: «Задушевные рассказы» и «Бывальщина и сказки».
На свои средства организовал публичную библиотеку, которая располагалась на Невском проспекте в Санкт-Петербурге (дом № 80). Заведующим в ней был А. И. Эртель, который одно время был связан с Народной волей, и в библиотеке Засодимского проходили встречи народовольцев.
Его последние годы жизни прошли в Новгородской губернии. Умер он 4 (17) мая 1912 года в Боровичском уезде. Его могила находится в селе Опеченский Посад, у стен церкви Успения Пресвятой Богородицы.